# Улпия Траяна Сармизегетуза
Вижте пояснителната страница за други значения на Сармизеджетуса.
Колония Улпия Траяна Августа Дакика Сармизеджетуса е столицата и най-големият град в римската провинция Дакия.
Наречена е на старата дакийска столица Сармизеджетуса, намираща се на 40 км. Построена е върху лагера на V Македонски легион и е населена с ветерани от Дакийските войни. От самото си начало получава статут на колония и Юс Италикум. Покрива площ от 30 ха, има 20 – 25 хил. жители и силни укрепления.
Улпия Траяна е политически, религиозен и административен център на провинция Дакия през 2 и 3 век.
Градът е унищожен от готите. Днес Улпия Траяна е в развалини, като форумът, амфитеатърът и части от няколко храма са частично запазени.